# Aleuropteryx minuta
Aleuropteryx minuta là một loài côn trùng trong họ Coniopterygidae thuộc bộ Neuroptera. Loài này được Meinander miêu tả năm 1965.